# Leptodactylus rhodomystax
Leptodactylus rhodomystax là một loài ếch trong họ Leptodactylidae. Tên gọi bản địa của nó là sapo-rana rugoso de Boulenger ("Boulenger's rough toad-frog").
Nó được tìm thấy ở Bolivia, Brasil, Colombia, Ecuador, Guyane thuộc Pháp, Guyana, Peru, và Suriname.
Các môi trường sống tự nhiên của chúng là các khu rừng ẩm ướt đất thấp nhiệt đới hoặc cận nhiệt đới, đầm nước nhiệt đới hoặc cận nhiệt đới, đầm nước, đầm nước ngọt, và đầm nước ngọt có nước theo mùa.

## Hình ảnh

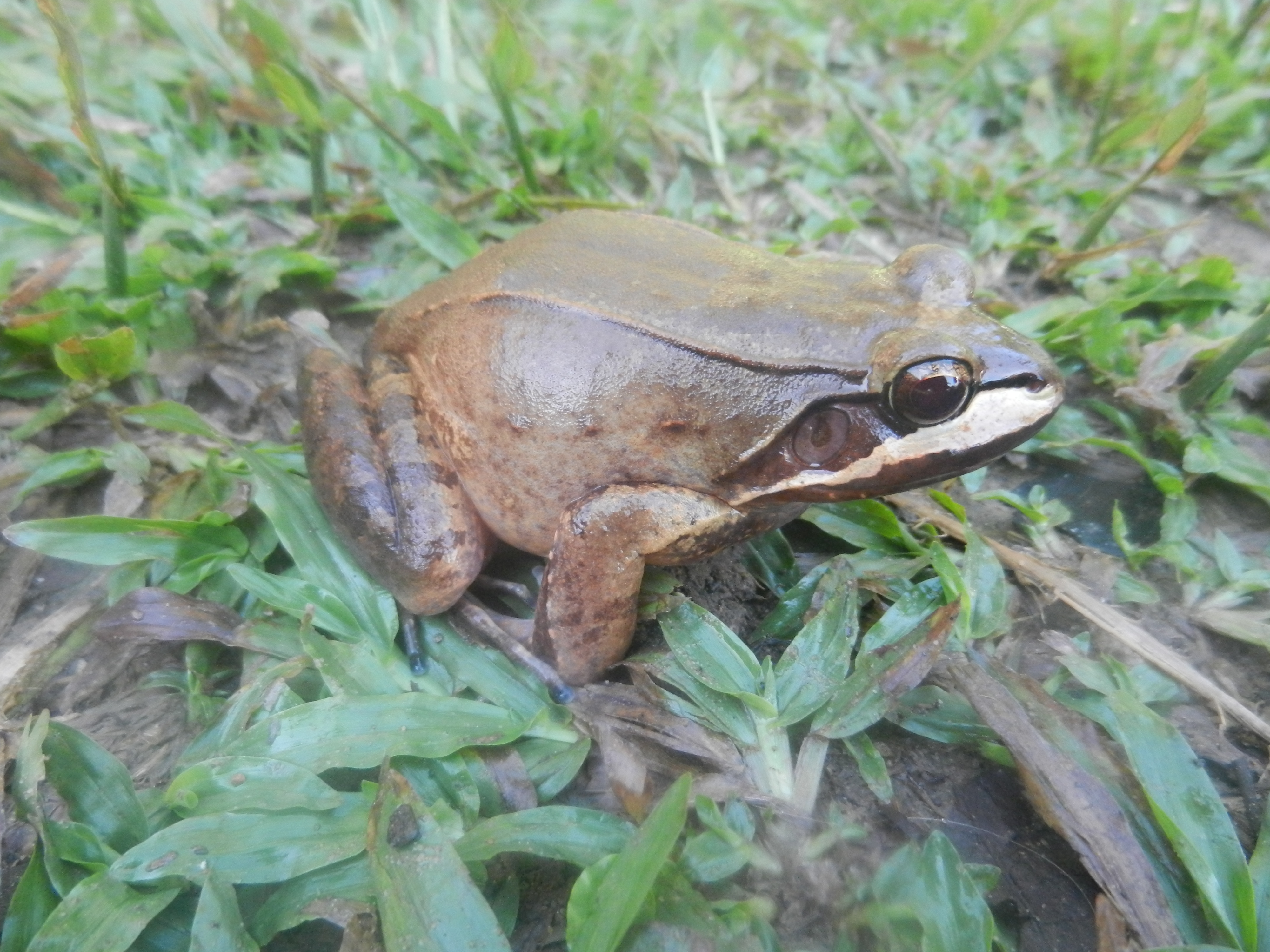
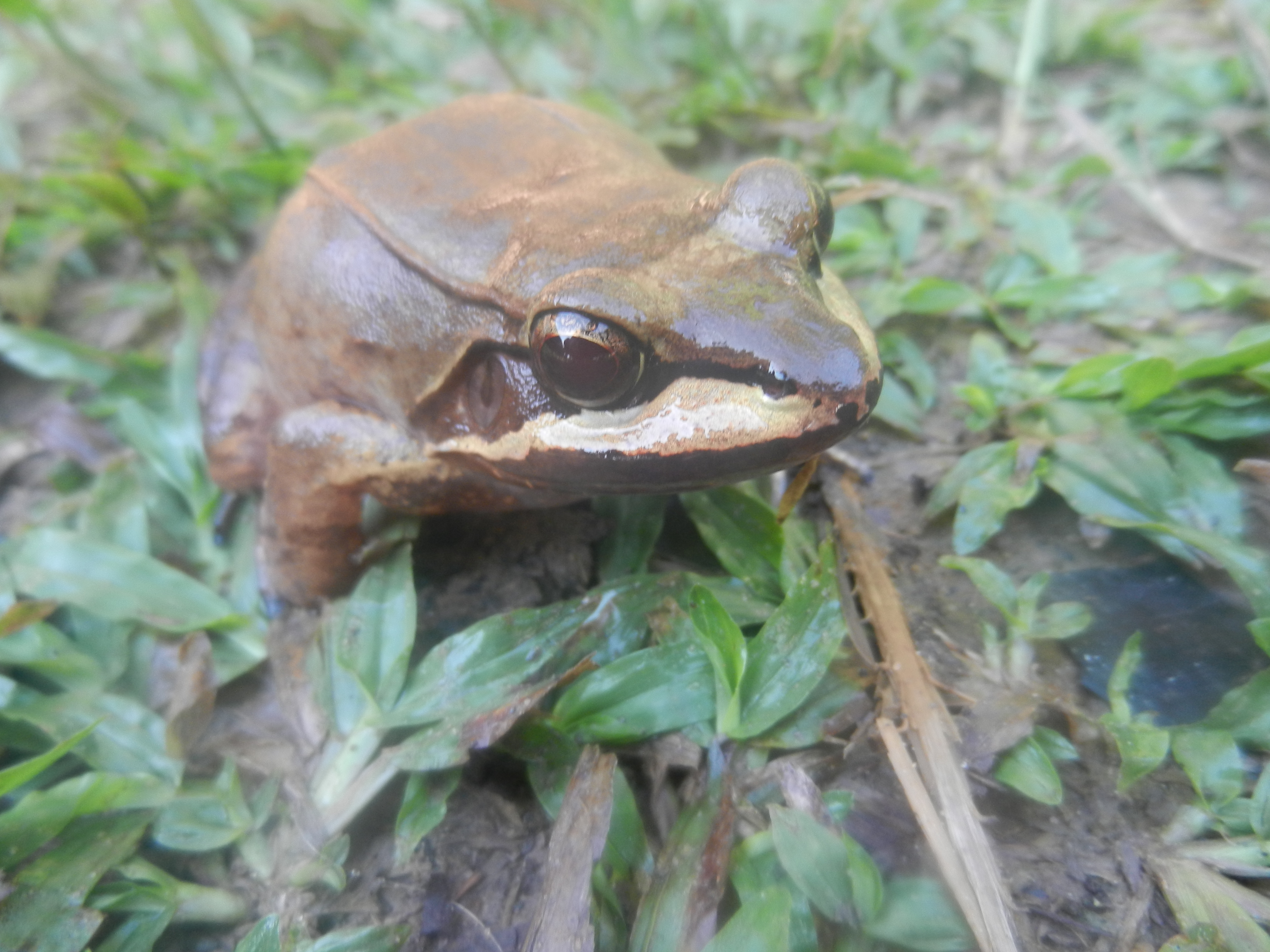
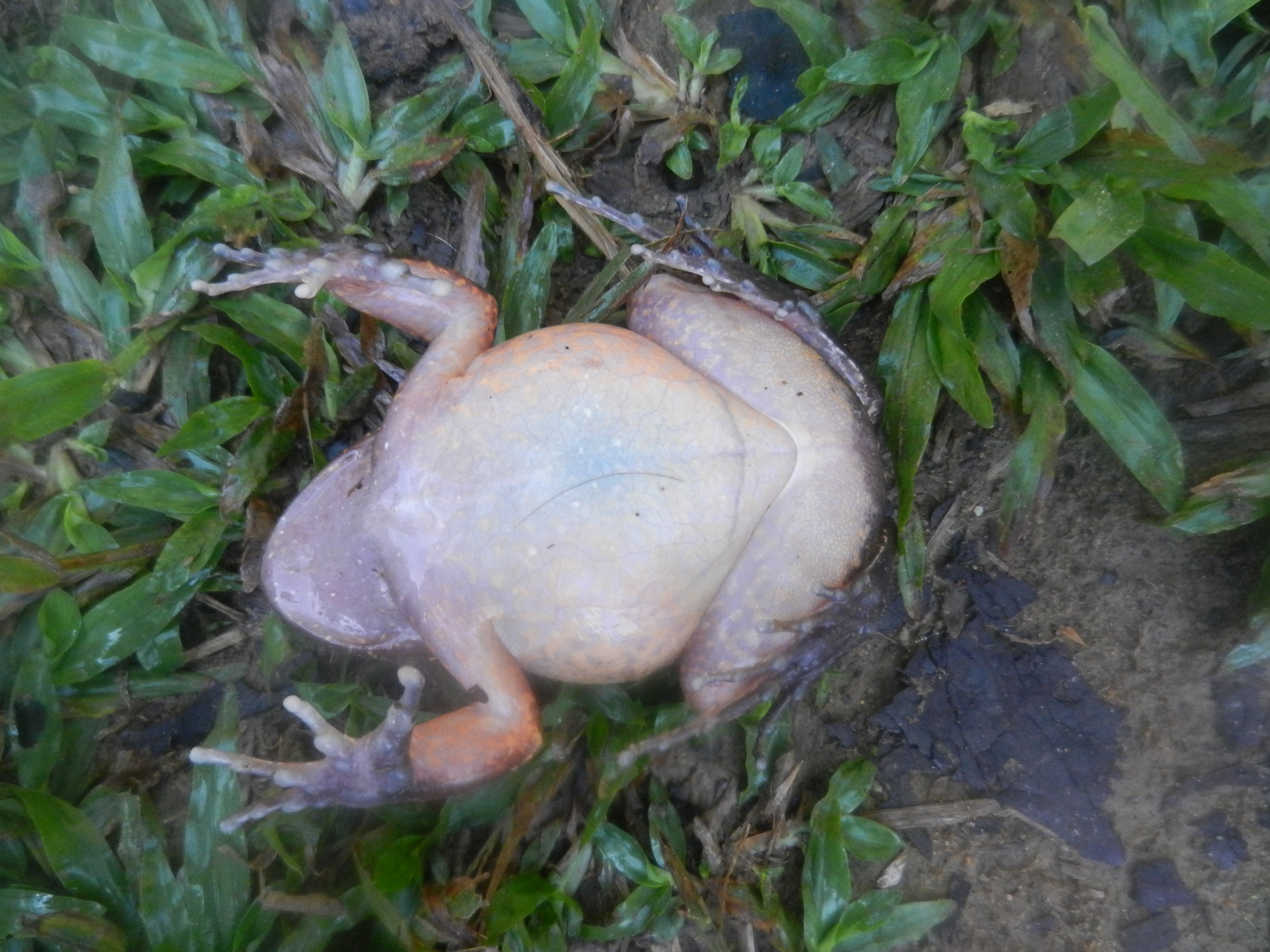
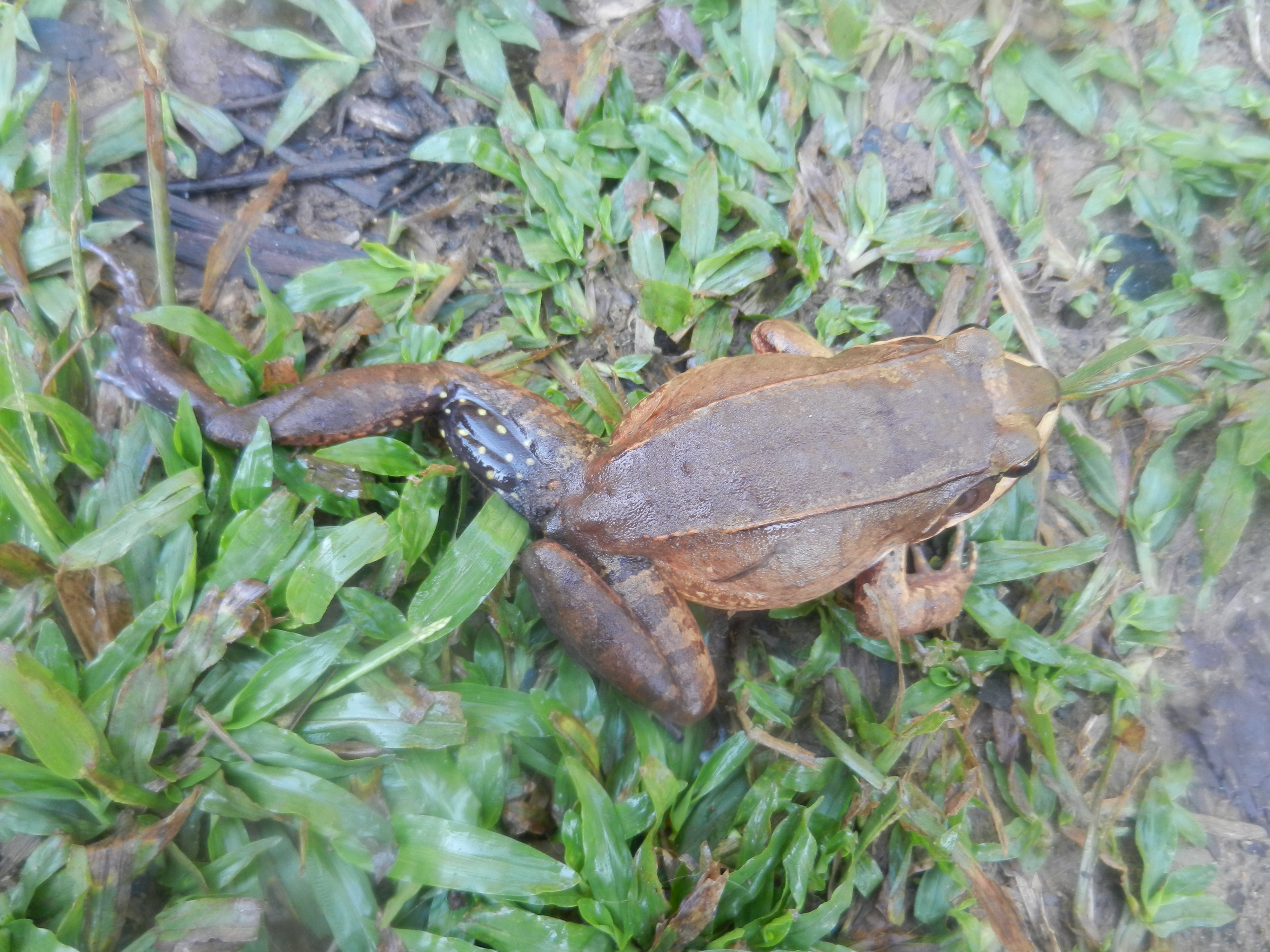